# Torneo de Luxemburgo 2015
El BGL Luxembourg Open 2015 es un torneo femenino de tenis jugado en pistas cubiertas duras patrocinado por BNP Paribas. Se trata de la 25ª edición de la BGL Luxemburgo Open, y parte de los torneos internacionales de la WTA Tour 2015. Se llevará a cabo en Ciudad de Luxemburgo, Luxemburgo del 19 de octubre al 25 de octubre de 2015.

## Cabezas de serie

### Individual Femenino
| Tenista          | Ranking | Preclasificada |
| Timea Bacsinszky | 10      | 1              |
| Ana Ivanović     | 12      | 2              |
| Sara Errani      | 18      | 3              |
| Andrea Petkovic  | 20      | 4              |
| Jelena Janković  | 24      | 5              |
| Sloane Stephens  | 30      | 6              |
| Barbora Strýcová | 38      | 7              |
| Annika Beck      | 41      | 8              |

- Ranking del 12 de octubre de 2015

### Dobles femeninos
| Tenista                                        | Ranking | Preclasificada |
| Anabel Medina Garrigues Arantxa Parra Santonja | 67      | 1              |
| Kiki Bertens Johanna Larsson                   | 80      | 2              |
| Mona Barthel Laura Siegemund                   | 141     | 3              |
| Ysaline Bonaventure Stephanie Vogt             | 165     | 4              |

## Campeonas

### Individual femenino
Misaki Doi venció a  Mona Barthel por 6-4, 6-7(7), 6-0

### Dobles femenino
Mona Barthel /  Laura Siegemund vencieron a  Anabel Medina Garrigues /  Arantxa Parra Santonja por 6-2, 7-6(2)